# El mago de las finanzas
El mago de las finanzas es una película argentina filmada en blanco y negro estrenada el 29 de agosto de 1962, dirigida por Julio Saraceni sobre el guion de Abel Santa Cruz, que tuvo como principales intérpretes a José Marrone y Juanita Martínez.
Fue filmada en forma paralela a Cristóbal Colón en la Facultad de Medicina, con el mismo director, equipo de producción y guionista y con la mitad del elenco de esa película.
En el filme hace una participación especial el popular grupo folclórico Los Huanca Huá, que interpreta el gato "El huajchito" de Chango Farías Gómez, con su formación original, integrada por  Pedro Farías Gómez y Chango Farías Gómez, Hernán Figueroa Reyes, Carlos del Franco Terrero y Guillermo Urien.

## Sinopsis
Una familia acaudalada de la ciudad compuesta por una mujer y dos hijos parten hacia un lejano pueblo para recibir el testamento de su recientemente difunto hermano millonario, pero para sorpresa de muchos el único heredero designado resulta ser el peón de la finca. El problema surge cuando se les informa a la familia que la única manera para que dicha herencia sea compartida con ellos es que su sobrina Patricia, se case al cabo de unos días con el heredero.

## Reparto

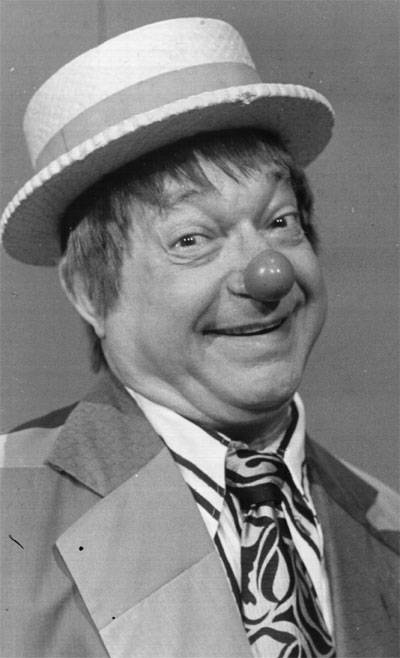
Pepe Marrone como Feliciano Pardales.

- Pepe Marrone como Feliciano Pardales.
- Juanita Martínez como Patricia Antúnez Dávila.
- Ricardo Lavié como Raúl.
- Beba Bidart como Raquel Medina, la secretaria.
- Alberto Locati como Héctor Antúnez Dávila.
- Susana André como Lucía Pardales.
- María Armand como Doña Elvira Dávila Soler de Antúnez.
- Pepe Castro
- Arturo Palito como Ramiro, el mayordomo.
- Chola Osés como Asunción Pereyra Vda de Pardales.
- Manuel Alcón como Miembro de la empresa.
- Ricardo de Rosas como el Juez del registro civil.
- Nelson Prenat como  como El Gordo, el segundo amigo de Feliciano.
- Víctor Tasca como el  Primer amigo de Feliciano.
- Pancho Romano
- Santiago Scalli
- Gladys Gastaldi

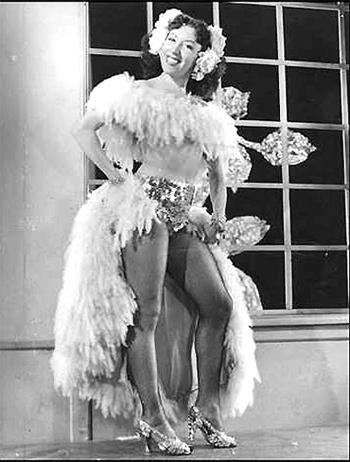
Juanita Martínez como Patricia Antúnez Dávila.

- Humberto Selvetti.....matón gordo en la boite.
- Hugo Montero como Miembro de la empresa.
- Roberto Raimundo
- Juan Carlos Cevallos
- Jorge Pérez Fernández como el bailarín.

- Datos: Q16560586